# Mito y significado
Mito y significado es un libro publicado en 1978 que reúne las conversaciones entre Claude Lévi-Strauss y Carole Orr Jerome (Productora de la sección de París en la CBC) durante unas conferencias en la Universidad de Toronto tituladas Mito y Significado en diciembre de 1977.
La conferencia se dividió en cinco partes que resultan de las cinco grandes preguntas que Jerome formuló al profesor Lévi-Strauss. Cada respuesta constituye un capítulo en Mito y significado.
En el primer capítulo Lévi-Strauss defiende por qué la visión estructuralista es el método más intuitivo para abordar la comprensión y el estudio de los mitos.
El segundo capítulo versa sobre la relación y las diferenciación entre el pensamiento “primitivo” (“Primitivo” es un término que Lévi-Strauss pone entrecomillado pues le parece más correcto el término ágrafo, es decir, sin escritura) y el pensamiento científico.
Primero, Lévi-Strauss establece que el pensamiento primitivo  es desinteresado y no Utilitarista como defendía Malinowski, así como, que dicho pensamiento también es intelectual y no puramente emocional como defendía Levy Brühl. Así pues, a través de estas dos afirmaciones, Lévi-Strauss pone el pensamiento primitivo a la altura del pensamiento científico y establece las diferencias en el modo en que nuestro cerebro procesa la información, activando unas áreas u otras.
El tercer capítulo ilustra la manera práctica de enfrentarte al análisis de un mito y de que modo, conceptos que parecen ajenos o casuales acaban por tener un vínculo simbólico y de significado. En el libro propone como ejemplos, labio leporino, gemelos y pies para adelante.
El cuarto capítulo habla sobre cuando el mito se convierte en historia.
Y por último, el quinto capítulo es en el que Lévi-Strauss trata de esclarecer la relación entre mito y música, enunciado que según él había conducido a muchos malentendidos desde su insistencia al comienzo de “Lo Crudo y lo Cocido” y al final de “El Hombre Desnudo”. 
Para Lévi-Strauss la música y la mitología son:

Dos hermanas generadas por el lenguaje que siguen caminos diferentes escogiendo cada una su dirección...

- Datos: Q24936801